# Fusina

Fusina is een plaats (frazione) in de Italiaanse gemeente Venezia.
Bij de overstroming van 1152 koos de Brenta (rivier) een kortere route naar de Adriatische zee via de lagune van Venetië. De monding was bij Fusina tegenover de stad Venetië. In de 16e eeuw werd dit deel van de rivier (tussen Stra en Fusina) gekanaliseerd: dat heet nu het Brentakanaal (Brenta Vecchio).